# Regina Quintanilha
Regina da Glória Pinto de Magalhães Quintanilha de Sousa e Vasconcelos (Santa Maria, Bragança, 9 de maio de 1893 - Lisboa, 19 de março de 1967) foi uma advogada e activista feminista portuguesa, sendo reconhecida como uma das primeiras mulheres a licenciar-se em Direito na Universidade de Coimbra, juntamente com Maria da Ascensão de Sousa Sampaio, para além de ter sido a primeira advogada, procuradora judicial e conservadora do registo predial a exercer em Portugal.

## Biografia
Nasceu a 9 de maio de 1893, na freguesia de Santa Maria, concelho de Bragança, sendo filha de Francisco António Fernandes e de Josefa Ernestina Pinto de Magalhães, ambos oriundos de abastadas e proeminentes famílias da burguesia e pequena nobreza transmontana. Pelo lado materno, Regina e as suas duas irmãs Júlia e Maria Adelaide, eram descendentes do navegador português Fernão de Magalhães e de famílias nobres da casa de Sabrosa, e pelo lado paterno eram descendentes dos "Quintanilhas", ricos proprietários de terras, provenientes da localidade com o mesmo nome. Apesar de Quintanilha não ser o nome da família do seu pai, a futura advogada decidiu adoptar o nome que até então era alcunha como apelido em homenagem aos seus antepassados, sendo desde então conhecida apenas como Regina Quintanilha.
Durante a sua infância e juventude, Regina Quintanilha recebeu uma educação bastante privilegiada para a época, sobretudo em comparação com o que era a norma na sociedade portuguesa para o sexo feminino em finais do século XIX e inícios do século XX, tendo inicialmente frequentado o ensino em casa, sendo ensinada pela sua mãe, que também era escritora, poetisa e professora primária, e posteriormente estudado no Colégio das Franciscanas e no Liceu de Bragança, tendo se notabilizado na disciplina de música onde era aluna do pianista, compositor e maestro Vianna da Motta. Pouco depois, com 16 anos, a jovem natural de Trás-os-Montes fixou-se na cidade do Porto e ingressou no Colégio de Nossa Senhora da Conceição e no Liceu Rodrigues Ferreira, onde terminou o sexto e sétimo ano do secundário.
Em 1910, a escolaridade em Portugal implementava apenas como obrigatório o ensino entre os 7 aos 11 anos, sendo entendido que para as mulheres a sua instrução era meramente elementar, não lhes sendo pedido mais do que as funções de mulher e de mãe, estando-lhes vedado o exercício de profissões liberais. Mesmo assim, com apenas 17 anos, Regina Quintanilha matriculou-se na Faculdade de Direito da Universidade de Coimbra, a 6 de setembro de 1910, sendo o seu caso analisado e deliberado pelo Conselho Universitário que autorizou a entrada da aluna, e no dia 24 de outubro, poucos dias após a implantação da República Portuguesa, atravessou a porta férrea da Universidade, integrando a primeira vaga de mulheres estudantes do ensino superior em Portugal, sendo ainda recebida calorosamente por vários colegas que formaram alas e com as capas no chão deram-lhe passagem. Foi colega de curso de António de Oliveira Salazar e de Manuel Gonçalves Cerejeira, e frequentou, em simultâneo, várias cadeiras leccionadas na então recém criada Faculdade de Letras da Universidade de Coimbra, assim como assistiu a algumas aulas ministradas na Escola Industrial Brotero, nomeadamente sobre Química e Física.
Com notas exemplares, terminou o curso em três anos e em 1913, com apenas 20 anos, foi convidada para o cargo de reitora do recém-criado Liceu Feminino de Coimbra. Apesar do convite e até mesmo do cargo serem inéditos para uma jovem mulher, Regina Quintanilha recusou a oferta por ambicionar uma carreira no exercício da advocacia, algo que o Código Civil Português de 1867 vedava às mulheres. Tentando prosseguir com o seu sonho, a jovem licenciada apelou então ao Supremo Tribunal de Justiça para que o seu caso fosse considerado.
A 14 de novembro de 1913, Regina Quintanilha recebeu a autorização do Presidente do Supremo Tribunal de Justiça para advogar, estreando-se nesse mesmo dia com a toga dos advogados no Tribunal da Boa-Hora, em Lisboa, tornando-se assim na primeira advogada portuguesa. O acontecimento foi relatado em diversos periódicos do país, tais como os jornais A Luta, Diário de Notícias, O Século ou A República, as revistas Ilustração Portuguesa e O Ocidente, ou ainda vários órgãos da imprensa portuguesa feminista como A Madrugada, da Liga Republicana das Mulheres Portuguesas (LRMP), que para além de a felicitarem a elogiaram pela sua sabedoria e mestria por ocasião da sua primeira sessão no tribunal.
Em 1917, casou com Vicente Ribeiro Leite de Sousa e Vasconcelos, à época juiz e anos mais tarde juiz conselheiro do Supremo Tribunal de Justiça, tendo dois filhos do seu casamento, Maria Regina Quintanilha de Sousa e Vasconcelos, pianista e directora do Centro di Cultura Musicale em Nápoles, e Vicente Fernando Quintanilha de Sousa e Vasconcelos.
Um ano após, em 1918, a lei portuguesa foi alterada durante a presidência de Sidónio Pais, criando-se o Decreto n.º 4676 que possibilitava às mulheres o poder para exercerem profissões na função pública, deixando no entanto explícito que os cargos dirigentes continuariam destinados aos homens e o direito ao voto permaneceria proibido para as mulheres. Como tal, Regina Quintanilha que já se tinha tornado pioneira como a primeira mulher licenciada em Direito e primeira advogada a exercer em Portugal, pouco depois começou também a exercer as funções de procuradora judicial e conservadora do registo predial, tornando-se uma vez mais na primeira mulher a desempenhar essas actividades não só no país como em toda a Península Ibérica. Ainda no mesmo período, Regina começou a exercer como notária, tornando-se na segunda mulher a desempenhar o cargo em Portugal, após Aurora de Castro Gouveia.
No âmbito do activismo pelos direitos das mulheres, em finais da década de 1910, Regina Quintanilha associou-se ao Conselho Nacional das Mulheres Portuguesas (CNMP), presidido então pela médica Adelaide Cabete, tendo para além de sócia exercido as funções de Presidente da Assembleia Geral (1917-1919), Presidente da Secção de Emigração, Secretária do Exterior e Presidente da Secção de Legislação, ou ainda discursado e apresentado a sua tese "Reivindicações Políticas da Mulher Portuguesa" durante o I Congresso Feminista e de Educação em Lisboa (1924), para além de ter redigido vários artigos no boletim oficial do CNMP, como "As Leis e A Mulher", onde criticava as mentalidades e leis conservadoras que não se adaptavam aos tempos em que se vivia, restringindo assim a capacidade jurídica que era dada às mulheres.
Anos depois, a convite do Ministro da Justiça João Catanho de Meneses, Regina Quintanilha partiu para o Brasil, onde integrou a comitiva diplomática portuguesa que visava colaborar na elaboração de novas reformas para a Lei brasileira. Permanecendo cinco anos no país, a advogada abriu escritório no Rio de Janeiro, e mais tarde viajou para Nova Iorque, Estados Unidos, onde também teve um escritório de advocacia.
Anos mais tarde, durante o Estado Novo, regressou a Lisboa, onde se associou à organização Obra das Mães pela Educação Nacional (OMEN), instalou-se com a sua família numa casa desenhada pelo arquitecto Raul Rodrigues Lima, que seria premiada em 1943 com o Prémio Valmor, situada na Rua Sidónio Pais, e exerceu como advogada de várias empresas francesas em território português, cessando a sua actividade em 1957, quando suspendeu a sua inscrição na Ordem dos Advogados.
Faleceu a 19 de março de 1967, com 73 anos, em Lisboa, na sua casa que se situava na Rua Castilho, n.º35.

## Homenagens e Legado
- Ainda em vida, em 1941, por ocasião da comemoração dos 25 anos da sua carreira profissional, uma comissão composta por 67 mulheres portuguesas, coordenada pela activista do Conselho Nacional das Mulheres Portuguesas e jornalista Judite Maggiolly, esposa do repórter fotográfico Vasco Serra Ribeiro, realizou uma cerimónia de homenagem a Regina Quintanilha, na Sociedade Nacional de Belas Artes, sendo elaborado para a ocasião um livro com textos dedicados por dezenas de personalidades dos mais diversos quadrantes da sociedade portuguesa de então, incluindo o Presidente da República, General Óscar Carmona;[19]
- Em 1992 foi oferecida à Ordem dos Advogados, pelos seus descendentes, a obra "Livro de Ouro" de Regina Quintanilha, onde se homenageia a carreira pioneira da advogada e activista portuguesa, sendo ilustrada com belas iluminuras e aguarelas. A obra encontra-se exposta como parte do acervo da Biblioteca da Ordem dos Advogados;[20]
- Em 2017, por ocasião do Dia Internacional da Mulher, a Sala do Conselho Geral da Ordem dos Advogados foi rebaptizada com o nome da primeira mulher licenciada em Direito e advogada em Portugal, Dra. Regina Quintanilha;[21]
- O seu nome foi atribuído à toponímia de ruas em alguns concelhos portugueses, figurando nomeadamente em Tavira e no Montijo.